# Championnat américain de course automobile 1924
Navigation
1923 1925
Le Championnat américain de course automobile 1924 est la cinquième édition du championnat de monoplace nord-américain et s'est déroulé du 25 février au 14 décembre sur 9 épreuves. Ce championnat est organisé par l'Association américaine des automobilistes (AAA).

## Calendrier
| no | Date          | Course                   | Circuit                     | Lieu                        | Type  | Pole Position | Vainqueur               |
| -- | ------------- | ------------------------ | --------------------------- | --------------------------- | ----- | ------------- | ----------------------- |
| 1  | 24 février    | Beverley Hills Race      | Los Angeles Motor Speedway  | Beverly Hills, Californie   | Board | Phil Shafer   | Harlan Fengler          |
| 2  | 30 mai        | 500 miles d'Indianapolis | Indianapolis Motor Speedway | Speedway, Indiana           | Brick | Jimmy Murphy  | Lora L. Corum Joe Boyer |
| 3  | 14 juin       | Altoona Race             | Altoona Speedway            | Tyrone, Pennsylvanie        | Board | Ira Vail      | Jimmy Murphy            |
| 4  | 4 juillet     | Kansas City Race         | Kansas City Speedway        | Kansas City, Missouri       | Board | Tommy Milton  | Jimmy Murphy            |
| 5  | 1er septembre | Altoona Race             | Altoona Speedway            | Tyrone, Pennsylvanie        | Board | Ray Cariens   | Jimmy Murphy            |
| 6  | 15 septembre  | Syracuse Race            | New York State Fairgrounds  | Syracuse, New York          | Dirt  | Norman Batten | Phil Shafer             |
| 7  | 2 octobre     | Fresno 150               | Fresno Speedway             | Fresno, Californie          | Board | Fred Comer    | Earl Cooper             |
| 8  | 25 octobre    | Charlotte Race           | Charlotte Speedway          | Pineville, Caroline du Nord | Board | Bennett Hill  | Tommy Milton            |
| 9  | 14 décembre   | Culver City Race         | Culver City Speedway        | Culver City, Californie     | Board | —             | Bennett Hill            |

## Classement
| Pos.     | Pilote       | Voiture | Points |
| -------- | ------------ | ------- | ------ |
| Champion | Jimmy Murphy | Miller  | 1595   |
| 2e       | Earl Cooper  | Miller  | 1240   |
| 3e       | Bennett Hill | Miller  | 1214   |
| 4e       | Tommy Milton | Miller  | 1101   |
| 5e       | Fred Comer   | Miller  | 725    |